# Testvérek között (1990)
A Testvérek között (eredeti címén: Unter Brüdern) egy 1990-es német crossover-film, amely a nyugat-német ARD Tetthely (Tatort), és a kelet-német DFF A rendőrség száma 110 (Polizeiruf 110) című krimisorozatának összevont, közös epizódja. Ez a Tetthely című sorozat 235. epizódja, illetve A rendőrség száma 110 című sorozat 142. epizódja. Rendezője: Helmut Krätzig, főszereplői: Götz George, Eberhard Feik, Peter Borgelt és Andreas Schmidt-Schaller. A duisburgi Horst Schimanski és Christian Thanner felügyelők a 26., míg a kelet-német Peter Fuchs a 81., Thomas Grawe pedig a 28. ügyét vizsgálja ebben a filmben.
A filmet a WDR és a DFF közösen készítette. A forgatás 1990. június 25. és július 31. között zajlott Duisburgban és környékén, Berlinben, Zeuthenben, Mildenbergben, és a Berlin-Tegel repülőtéren. A premierre három héttel Németország újraegyesítése után, 1990. október 28-án került sor mindkét csatornán. A duisburgi Tetthely 40 éves évfordulója alkalmából a WDR 2022. március 22-én egy digitálisan felújított, HD minőségű kópiát sugárzott. Magyarországon 34 évvel az eredeti bemutató után, 2024. április 24-én mutatta be feliratosan a Derrick Club Hungary Facebook csoport.
Mind a Tetthely, mind pedig A rendőrség száma 110-en belül egyike annak a nagyon kevés epizódnak, ami krimi-vígjátéknak is mondható (mindkét sorozatban leginkább a krimi-dráma műfaj dominál).
A Testvérek között újdonságot jelent a német televíziós krimik történetében, hiszen a nyugat ,-és kelet-német műsorszolgáltatás közös produkciója volt, és egyesítés volt a NSZK-beli Tetthely, és az NDK-beli A rendőrség száma 110 között. Mindkét nyitórész úgy is kombinálódott, hogy először a Tetthely nyitórészeinek egy részét mutatták be Klaus Doldinger zenéjével, majd A rendőrség száma 110 nyitórészeinek jeleneteit Hartmut Behrsing zenéjével, majd újra és újra változtatták. A szokásos nyitórészektől eltérően itt kivételként A rendőrség száma 110 (Polizeiruf 110) címet írták ki; egyébként ebben az időszakban csak a 110-es számok jelentek meg. Ez a film a német egységet kívánta szimbolizálni a német televízió számára. Ez volt az egyik utolsó televíziós produkció az NDK-ban, bár csak három héttel a német egyesítés napja után adták le. A változások jelei ebben a filmben (a nyugati ,-és keleti rendőrök közös munkája mellett) a belső migrációval jelennek meg, amikor nyugat-német városok tornatermeit nyitják meg a keletről érkezett bevándorlóknak, akik közül páran visszamentek a jobb megélhetés érdekében. (A rendőrség száma 110 Párbaj című következő 143. epizódjában pedig az 1990-es berlini tüntetések járulnak hozzá a cselekményhez). Egy évvel később A rendőrség száma 110 153. epizódjában (Thanner új munkája) ismét a Testvérek közöttre hivatkoztak. Thanner új munkahelyén, a DFF által készített utolsó A rendőrség száma 110 epizódjában Thanner a "Westimport" megbízott felügyelője lesz kollégáinál, Fuchsnál és Grawe-nál Berlinben. (A Testvérek közöttel ellentétben ez a film már nem volt közös epizód, és vígjátéknak se mondható).
A két krimi között egy újabb keresztezés nem történt meg ismét ebben a formában (2006-ban A rendőrség száma 110 273. részében feltűnt a Tetthely egyik nyomozója,  de csak mellékszerepben).
A címadó dal, a Hand in Hand Klaus Lage harmadik dala volt egy Schimanski-krimihez.

## Cselekmény
|  | Alább a cselekmény részletei következnek! |

A duisburgi belvízi kikötőből egy meztelen férfi holttestét halásszák ki, akiről a tetoválásának köszönhetően kiderül, hogy a Stasi egykori tisztje. Emiatt Schimanski és Thanner adminisztratív segítséget kér a jelenleg átalakulóban lévő NDK-tól. A levél éppen akkor jut el Grawe-hez és Fuchs-hoz, amikor a Stasi rejtett műalkotásait fedezték fel. Azt gyanítják, hogy a halottat a Stasi Dürer-csoportja ölte meg.
Mindketten Duisburgba utaznak, ahol Schimanski, Thanner és Hänschen szívesen fogadják őket. A halott férfi felesége, Kirstin Kröner Schrader műkereskedőnél dolgozik. Schrader tanácstalannak tűnik, és szégyelli az NDK beszerzési politikáját. A jobb keze dr. Viola Bender. Fel akar hagyni vállalkozásával, és már mindent aláírt neki.
A másik gyanúsított Heinz Baier, akivel Schimanski a nyomozás kezdetén összeveszett a befogadótáborban. Az NDK VEB-cégeiből (Volkseigener Betrieb, magyarul: a nép tulajdonában álló vállalat, a kelet-német, állami tulajdonú vállalatok jelölése) vietnámi lányokat hozatott Duisburgba, hogy dolgozhassanak nála. A nyomozók letartóztatják őt és a lányokat egy szauna klubban, és visszaküldik őket Kelet-Berlinbe Grawe-vel és Fuchs-szal. Ugyanakkor kelet-német kollégáik felvetették nekik, hogy szeretnének-e csaliként szolgálni Kelet-Berlinben, hogy elfogják Dürer csoportját.
Elfogadják az ajánlatot, Schimanski és Thanner pedig gazdag üzletembernek álcázva utazik Berlinbe. A szállodában már Holfelder biztonsági főnök látókörébe kerültek. Első kapcsolatuk a csoporttal egy MGTSZ képviselője, Dörfler, aki ezzel az álcával szeretné felkelteni őket a műalkotások iránt. Kettőjüket ellátja némi kényelemmel. De hirtelen a Dürer csoportja feloszlik. Ellenajánlatot tesznek Schimanskinak és Thannernek. Ez meghiúsul, mert az összekötőt a parkolóházban lelövik. Egy másik probléma egy házassági csaló, akit Schimanski Duisburgból ismer. Grawe csak néhány órára tudja kivonni a forgalomból. Amikor Schimanski és Thanner elfogadja Dörfler meghívását, Holfelder megtudja Schimanski valódi kilétét a házassági csalótól. Az NDK-ban egy autópálya-pihenőnél a két nyomozót furgonnal egy téglagyárba viszik megbeszélésre.
Eközben Viola Bender megjelent Berlinben, és a főnökétől származó titkos dokumentumokkal támogatja Grawe-t és Fuchst, hogy tisztázza az ügyet. Mivel Schimanski és Thanner veszélyben vannak, a Népi Rendőrség a titkos rejtekhelyre irányítja őket, amelyet Grawe és Fuchs rohamozott meg a IX. szolgálati egység segítségével. Dörfler, aki most értesült a valódi személyazonosságokról, szintén meg lehet akadályozni, hogy megszabaduljon Schimanskitól és Thannertől.
Miután a dokumentumokból kiderült, hogy Schrader részt vett a Stasi machinációiban, Viola Bender lányát Duisburgban túszul ejtette, hogy biztonságosan elhagyhassa az országot. Schimanski és Thanner rejtőzködve figyeli. Schimanski hiába próbálja megnehezíteni a menekülést azzal, hogy kiengedi a levegőt a kocsi gumijából, Schrader sofőrje elkapja, és levetkőzésre kényszeríti. Schrader elmagyarázza neki a helyzetet, de amikor el akar menni, Schimanskinak sikerül kivonni a lányát az irányítása alól. Schrader vészhelyzetben elvitte Thanner autóját, és nem is sejti, hogy a rendőrség az autótelefonját hallgatja. A rendőrautók egy hídon kapják el. Schimanski visszahozza dr. Bendernek a lányát, és azt a tanácsot adja, hogy ne tanítsa a normáit a lányának. Végül, de nem utolsósorban a négy nyomozó érmekkel és alkohollal ünnepli az együttműködés sikeres lezárását egy bárban.
|  | Itt a vége a cselekmény részletezésének! |

## Szereplők
| Szereplő          | Színész                  |
| ----------------- | ------------------------ |
| Horst Schimanski  | Götz George              |
| Christian Thanner | Eberhard Feik            |
| Peter Fuchs       | Peter Borgelt            |
| Thomas Grawe      | Andreas Schmidt-Schaller |
| Hänschen          | Chiem van Houweninge     |
| Dr. Viola Bander  | Susanne Bentzien         |
| Dörfler           | Ulrich Thein             |
| Ralf Schrader     | Peter Aust               |
| Heinz Baier       | Stephan Kuno             |
| Holferder úr      | Peter Reusse             |
| Kirstin Kröner    | Heidemarie Wenzel        |
| Horten úr         | Jürgen Reuter            |
| Doblerné          | Walfriede Schmitt        |
| Thai-lány         | Warumee Trost            |

## Érdekesség
- A titkos és feltételezett titkosított adatok Berlinbe szállítására a műkereskedő asszisztense egy notebookot használ, valószínűleg egy Compaq LTE 286-ot. Az ilyen típusú készülékek akkoriban újdonságnak számítottak, és nem is voltak túl gyakoriak.

## Fordítás
Ez a szócikk részben vagy egészben  az   Unter Brüdern (1990) című német Wikipédia-szócikk fordításán alapul.  Az eredeti cikk szerkesztőit annak laptörténete sorolja fel. Ez a jelzés csupán a megfogalmazás eredetét és a szerzői jogokat jelzi, nem szolgál a cikkben szereplő információk forrásmegjelöléseként.